# José Gómez (labdarúgó)
José Gervasio Gómez (Montevideo, 1949. október 23. –) válogatott uruguayi labdarúgó, csatár.

## Pályafutása

### Klubcsapatban
1967 és 1974 között a Cerro, 1974–75-ben a spanyol Deportivo Alavés, majd a Fénix labdarúgója volt. 1976 és 1980 között a Defensor Sporting csapatában szerepelt és egy bajnoki címet szerzett az együttessel. 1981-ben az ecuadori Emelec, 1982-ban ismét a Defensor Sporting, majd a montevideói Liverpool játékosa volt.

### A válogatottban
1974-ben öt alkalommal szerepelt az uruguayi válogatottban. Részt vett az 1974-es NSZK-beli világbajnokságon.

## Sikerei, díjai
Defensor Sporting
- Uruguayi bajnokság
  - bajnok: 1976